# Liste der Kulturgüter in Staufen
Die Liste der Kulturgüter in Staufen enthält alle Objekte in der Gemeinde Staufen im Kanton Aargau, die gemäss der Haager Konvention zum Schutz von Kulturgut bei bewaffneten Konflikten, dem Bundesgesetz vom 20. Juni 2014 über den Schutz der Kulturgüter bei bewaffneten Konflikten sowie der Verordnung vom 29. Oktober 2014 über den Schutz der Kulturgüter bei bewaffneten Konflikten unter Schutz stehen.
Objekte der Kategorien A und B sind vollständig in der Liste enthalten, Objekte der Kategorie C fehlen zurzeit (Stand: 1. Januar 2023). Unter übrige Baudenkmäler sind weitere geschützte Objekte zu finden, die in der Bau- und Nutzungsordnung der Gemeinde verzeichnet und nicht bereits in der Liste der Kulturgüter enthalten sind.

## Kulturgüter
| Foto |                                                                      | Objekt                                     | Kat. | Typ | Standort                           | Beschreibung |
| ---- | -------------------------------------------------------------------- | ------------------------------------------ | ---- | --- | ---------------------------------- | --- |
| ja   | Datei hochladen · Wikidata zu Kirchliche Bauten Staufberg (Q2334476) | Kirchliche Bauten Staufberg KGS-Nr.: 00256 | A    | G   | Staufberg 2.1, 2.2 654670 / 247999 | Bis ins 10. Jahrhundert zurückreichende Gebäudegruppe auf der Kuppe des Staufbergs, bestehend aus der Staufbergkirche, Pfarrhaus, Scheune, Wasch- und Brunnenhaus sowie Sigristenhaus. |
| BW   | Datei hochladen · Wikidata zu Affenbrunnen (Q106005542)              | Affenbrunnen KGS-Nr.: 15799                | B    | K   | Oberdorfstrasse 654883 / 248220    | 1601 errichteter Brunnen. Runde Brunnensäule auf Sockel, asymmetrisch hinter dem einfachen, schmucklosen Rechtecktrog aufgestellt.                                                     |

## Übrige Baudenkmäler
| ID   | Foto |                                                                               | Objekt                                       | Typ | Standort                                          | Beschreibung |
| ---- | ---- | ----------------------------------------------------------------------------- | -------------------------------------------- | --- | ------------------------------------------------- | ------------ |
| 3    | ja   | Datei hochladen · Wikidata zu Reformiertes Pfarrhaus mit Scheune (Q106019314) | Reformiertes Pfarrhaus mit Scheune (16. Jh.) | G   | Staufberg 1 654642 / 247991                       |              |
| 4    | BW   | Datei hochladen                                                               | Wasch- und Brunnenhaus                       | G   | Staufberg 1.1 654652 / 248001                     |              |
| 5    | ja   | Datei hochladen · Wikidata zu Sigristenhaus (Q115965758)                      | Sigristenhaus (1513/1586)                    | G   | Staufberg 2 654657 / 248014                       |              |
| 901  | BW   | Datei hochladen                                                               | Schulhaus (1905/06)                          | G   | Ausserdorfstrasse 1 / Zopfgasse 2 654933 / 247976 |              |
| 902  | BW   | Datei hochladen                                                               | Ehemaliges Bauernhaus (1774/75)              | G   | Gässli 13/15 655033 / 248149                      |              |
| 903  | BW   | Datei hochladen                                                               | Rüetschi-Spycher (1800)                      | G   | Gässli 655037 / 248116                            |              |
| 904  | BW   | Datei hochladen                                                               | Wohnhaus mit angebauter Scheune (1623)       | G   | Hinterdorfstrasse 9 654805 / 248264               |              |
| 907  | BW   | Datei hochladen                                                               | Bauernhaus (18. Jh.)                         | G   | Ausserdorfstrasse 11 654846 / 247841              |              |
| 911A | BW   | Datei hochladen                                                               | Postgassbrunnen (1862)                       | G   | Erlenweg/Postgasse 654953 / 248344                |              |
| 911B | BW   | Datei hochladen                                                               | Brunnen                                      | G   | Oberdorfstrasse 654919 / 248081                   |              |
| 911C | BW   | Datei hochladen                                                               | Brunnen                                      | G   | Ausserdorfstrasse/Seenerweg 654813 / 247792       |              |
| 913  | BW   | Datei hochladen                                                               | Brunnen                                      | G   | Rennweg/Lindenplatz 655121 / 248383               |              |
| 914  | BW   | Datei hochladen                                                               | Bauernhaus                                   | G   | Oberdorfstrasse 4 654866 / 248192                 |              |

Legende: Siehe Legende der Liste der Kulturgüter von nationaler und regionaler Bedeutung. Anstelle der KGS-Nummer wird als Objekt-Identifikator (ID) die Inventar- oder Gebäudenummer in der Bau- und Nutzungsordnung der Gemeinde verwendet.